# Lecane arcuata
Lecane arcuata är en hjuldjursart som först beskrevs av David Bryce 1891.  Lecane arcuata ingår i släktet Lecane och familjen Lecanidae. Inga underarter finns listade i Catalogue of Life.